# 쿵스홀멘섬
쿵스홀멘섬(스웨덴어: Kungsholmen)은 스웨덴 스톡홀름 멜라렌호에 있는 섬으로 면적은 3.9km2, 높이는 47m, 인구는 56,754명(2007년 기준)이다. 섬 이름은 스웨덴어로 "왕의 섬"을 뜻한다.
스웨덴의 역사적 지방 가운데 하나인 우플란드의 일부를 형성하며 리다르피에르덴(Riddarfjärden)의 북쪽에 위치한다. 스톡홀름 시청사가 입주한 섬이기도 하다.
15세기에는 프란치스코회 수도사들이 정착했기 때문에 "수도사들의 들판"이라는 뜻을 가진 뭉클레그레트 섬(Munklägret)으로 불렸다. 1644년에는 스톡홀름 시가 소유한 섬이 되었고 1672년에 독립적인 교구가 설치되면서 지금과 같은 이름으로 바뀌었다.

쿵스홀멘 섬